# Condado de Newton (Georgia)
El condado de Newton (en inglés: Newton County), fundado en 1821, es uno de 159 condados del estado estadounidense de Georgia. En el año 2006, el condado tenía una población de 98 451 habitantes y una densidad poblacional de 55 personas por km². La sede del condado es Covington. El condado recibe su nombre en honor a John Newton. El condado de Newton forma parte del Área metropolitana de Atlanta.

## Geografía
Según la Oficina del Censo, el condado tiene un área total de 723 km² (279,2 mi²), de la cual 715 km² (276,1 mi²) es tierra y 8 km² (3,1 mi²) (0.99%) es agua.

### Condados adyacentes
- Condado de Walton (norte)
- Condado de Morgan (este)
- Condado de Jasper (sureste)
- Condado de Butts (sur)
- Condado de Henry (suroeste)
- Condado de Rockdale (noroeste)

## Demografía
Según el censo de 2000, había 62 001 personas, 21 997 hogares y 17 113 familias residiendo en la localidad. La densidad de población era de 87 hab./km². Había 23 033 viviendas con una densidad media de 32 viviendas/km². El 55.27% de los habitantes eran blancos, el 45.21% afroamericanos, el 0.22% amerindios, el 0.98% asiáticos, el 0.02% isleños del Pacífico, el 0.58% de otras razas y el 1.87% pertenecía a dos o más razas. El 3.28% de la población eran hispanos o latinos de cualquier raza.
Los ingresos medios por hogar en la localidad eran de $55 211, y los ingresos medios por familia eran $44 875. Los hombres tenían unos ingresos medios de $41 223 frente a los $27 271 para las mujeres. La renta per cápita para el condado era de $24 153. Alrededor del 6.50% de la población estaban por debajo del umbral de pobreza.

## Transporte
- Interestatal 20
- U.S. Route 278
- SR 11
- SR 36
- SR 81
- SR 142
- SR 162
- SR 212
- SR 402

## Localidades
- Covington
- Mansfield
- Newborn
- Oxford
- Porterdale
- Social Circle